# Syndrome de VATER
Le syndrome de VATER (ou de VACTERL) est une association de malformations qui sont fréquemment rencontrées ensemble chez certains enfants au cours de la grossesse ou chez le nouveau-né. C'est une affection rare. L'origine génétique est vraisemblable par mutation sur un gène.

## Description
VATER est un acronyme correspondant respectivement à des anomalies touchant les structures suivantes :
- Vertebral defect - problèmes de malformation des vertèbres : notamment soudure de certaines vertèbres et malformation de vertèbres sacrées ;
- Anal atresia - atrésie de l'anus (malformations de l'anus) : c'est l'imperforation anale qui nécessite une chirurgie dès la naissance. Anomalies et parfois problèmes anaux de rectum ;
- TracheoEsophageal fistula - fistule trachéo-œsophagienne : l'enfant présente à la naissance des troubles respiratoires liés à une communication anormale entre l'œsophage et la trachée. L'œsophage peut être absent ;
- Renal (Kidney) and/or radial anomalies - malformation des reins et/ou radius.

On peut parfois le retrouver associé à des malformations du cœur (en particulier communication inter ventriculaire, ou anomalie d'une valvule cardiaque) et des membres (malformation du pouce, des mains ou des pieds), ce qui constitue le syndrome de VACTERL (C pour "Cardiovascular anomalies" - Malformations cardiovasculaires ; L pour "Limbs" - Membres).

## Épidémiologie
Le VACTERL et le VATER (sans atteinte cardiaque) affectent 1 cas pour 3 333 à 6 250 naissances. Presque tous les cas sont sporadiques, et aucune étiologie tératogène ou chromosomique n'est retenue. Une étiologie génétique n'a été rapportée que pour des cas de VACTERL avec hydrocéphalie. Le traitement doit évidemment être pluridisciplinaire et comprendre la prise en charge des anomalies cardiaques.

## Pronostic
L'importance des troubles est variable selon les enfants. Les malformations peuvent être peu importantes, et d'autres beaucoup plus sérieuses. Le pronostic dépend de l'importance des troubles, qui peuvent être corrigés par chirurgie, ce qui nécessite des interventions parfois répétées. De nombreux enfants une fois les malformations corrigées peuvent mener une existence normale.